# Janusz Waluś (Skispringer)
Janusz Waluś (* 3. November 1953 in Breslau) ist ein ehemaliger polnischer Skispringer.

## Werdegang
Waluś, der für den BBTS Włókniarz Bielsko-Biała startete, gab sein internationales Debüt im Rahmen der Vierschanzentournee 1975/76. Dabei gelang ihm auf der Schattenbergschanze in Oberstdorf mit dem 14. Platz seine erste und einzige Top-20-Platzierung und auch sein bestes Einzelergebnis bei der Vierschanzentournee überhaupt. Weder in Garmisch-Partenkirchen, noch in Innsbruck oder Bischofshofen gelang ihm eine Platzierung unter den besten 50, so dass Waluś am Ende der Tournee nur Rang 50 in der Gesamtwertung erreichte.
Bei den Olympischen Winterspielen 1976 in Innsbruck kam Waluś von der Normalschanze ebenfalls nicht über Rang 52 hinaus. Nur auf der Großschanze zeigte er als 39. leicht verbesserte Leistungen.
Trotz des eher schwachen Olympiaergebnisses startete Waluś auch bei der Vierschanzentournee 1976/77. Jedoch konnte er dieses Mal keinen einzigen Top-50-Rang erreichen und kam so in der Gesamtwertung nicht über Rang 57 hinaus. Nur wenige Wochen nach seinem letzten internationalen Auftritt wurde Waluś polnischer Meister von der Skalite-Normalschanze in Szczyrk. Beim Wettbewerb von der Großschanze musste er sich Stanisław Bobak und Tadeusz Pawlusiak geschlagen geben und wurde Dritter. Seinen letzten Erfolg feierte er 1983, als er den Mannschaftswettbewerb der polnischen Meisterschaften gemeinsam mit Piotr Fijas, Wojciech Gruszecki und Józef Pawlusiak für BBTS Włókniarz Bielsko-Biała gewann.

## Erfolge

### Vierschanzentournee-Platzierungen
| Saison  | Platz | Punkte |
| ------- | ----- | ------ |
| 1975/76 | 50.   | 679,9  |
| 1976/77 | 57.   | 615,2  |